# Intendente (métro de Lisbonne)
Pour les articles homonymes, voir Intendente.
Intendente est une station du métro de Lisbonne sur la ligne verte.